# Olimpede
Olimpede (abreviação de Olimpíada da Pessoa Deficiente), também conhecida por Olimpíada da Pessoa Portadora de Necessidades Especiais, é um evento evento multiesportivo voltado para os portadores de necessidades especiais que ocorre anualmente na cidade de Volta Redonda-RJ.
É maior Olimpíada de deficientes do Brasil, e também o maior evento esportivo do interior do Estado do Rio de Janeiro.
As provas acontecem nas instalações do Complexo Esportivo e de Lazer Prefeito Georges Leonardos.

## Modalidades
O evento conta com provas de natação, atletismo, voleibol especial, futsal, tênis de mesa, boliche, dominó, dama, xadrez, queimada, provas de habilidade, cabo-de-guerra e bola ao gol.

## Objetivo
A Olimpede objetiva revelar novos atletas paraolímpicos, além de mostrar ao público em geral a capacidade dos atletas portadores de deficiências.